# Пулино-Гута
Пу́лино-Гу́та  — село в Україні, в Житомирському районі Житомирської області. Населення становить 325 осіб.

## Історія
У 1906 році колонія Пулинської волості Житомирського повіту Волинської губернії. Відстань від повітового міста 35 верст, від волості 12. Дворів 76, мешканців 640.
Восени 1936 року із села до Карагандинської області Казахстану радянською владою було переселено 116 родин (553 особи), з них 12 — польських і 104 — німецькі. Серед виселених 296 дорослих і 257 дітей.